# Hintere Stangenspitze
Hintere Stangenspitze är en bergstopp i Österrike.   Den ligger i distriktet Schwaz och förbundslandet Tyrolen, i den västra delen av landet. Toppen på Hintere Stangenspitze är 3 225 meter över havet.
Hintere Stangenspitze är den högsta toppen i närområdet. Närmaste större samhälle är Mayrhofen, 14,6 km nordväst om Hintere Stangenspitze. 
Trakten runt Hintere Stangenspitze består i huvudsak av kala bergstoppar och isformationer.